# Sveriges riksregalier

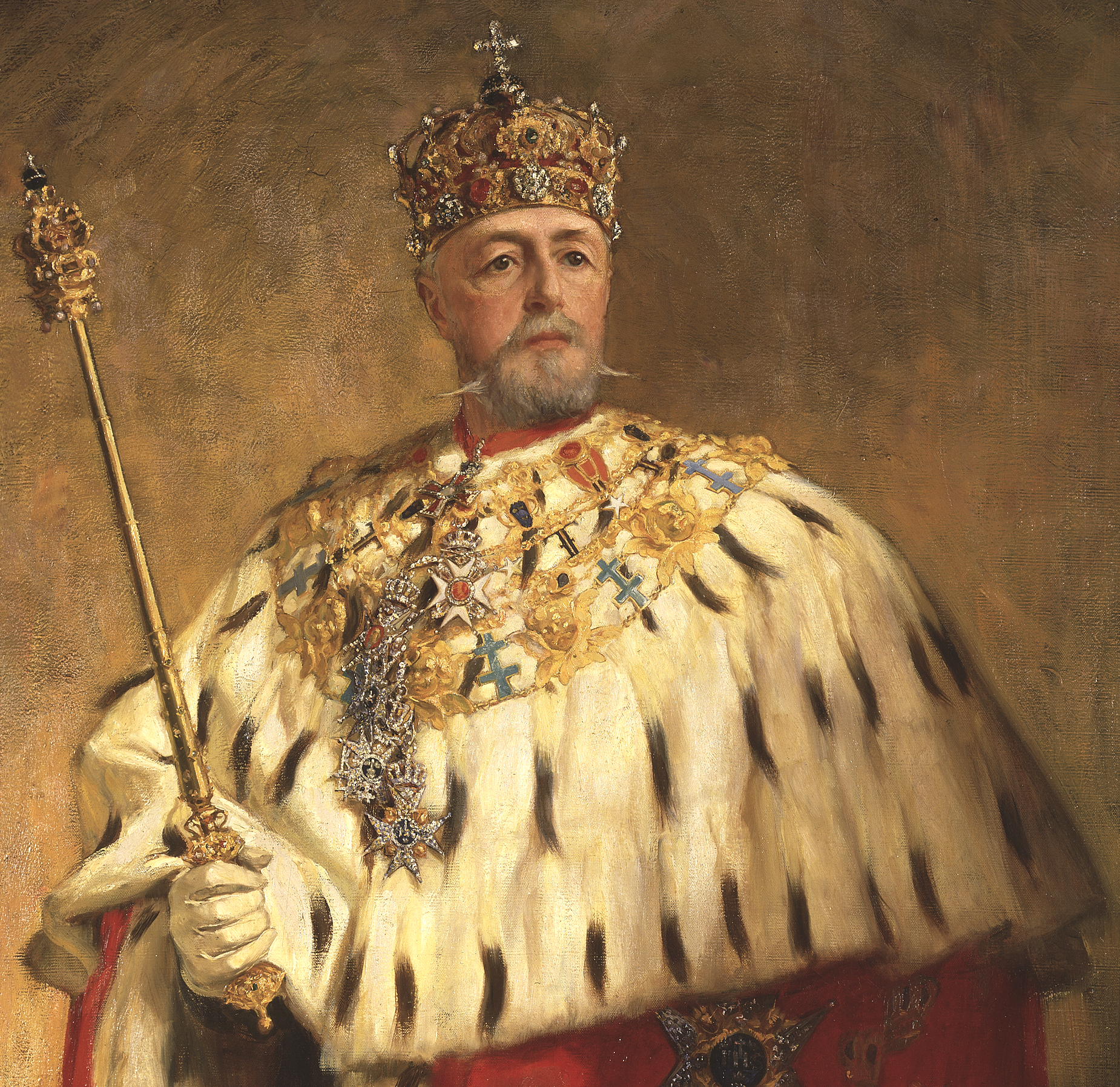
Kung Oscar II målad av Oscar Björck. Kungen bär Erik XIV:s krona i det utseende den hade mellan 1818 och 1909. Han bär även de briljanterade ordenstecken som idag förvaras i Skattkammaren på Stockholms slott. I handen har han Erik XIV:s spira.

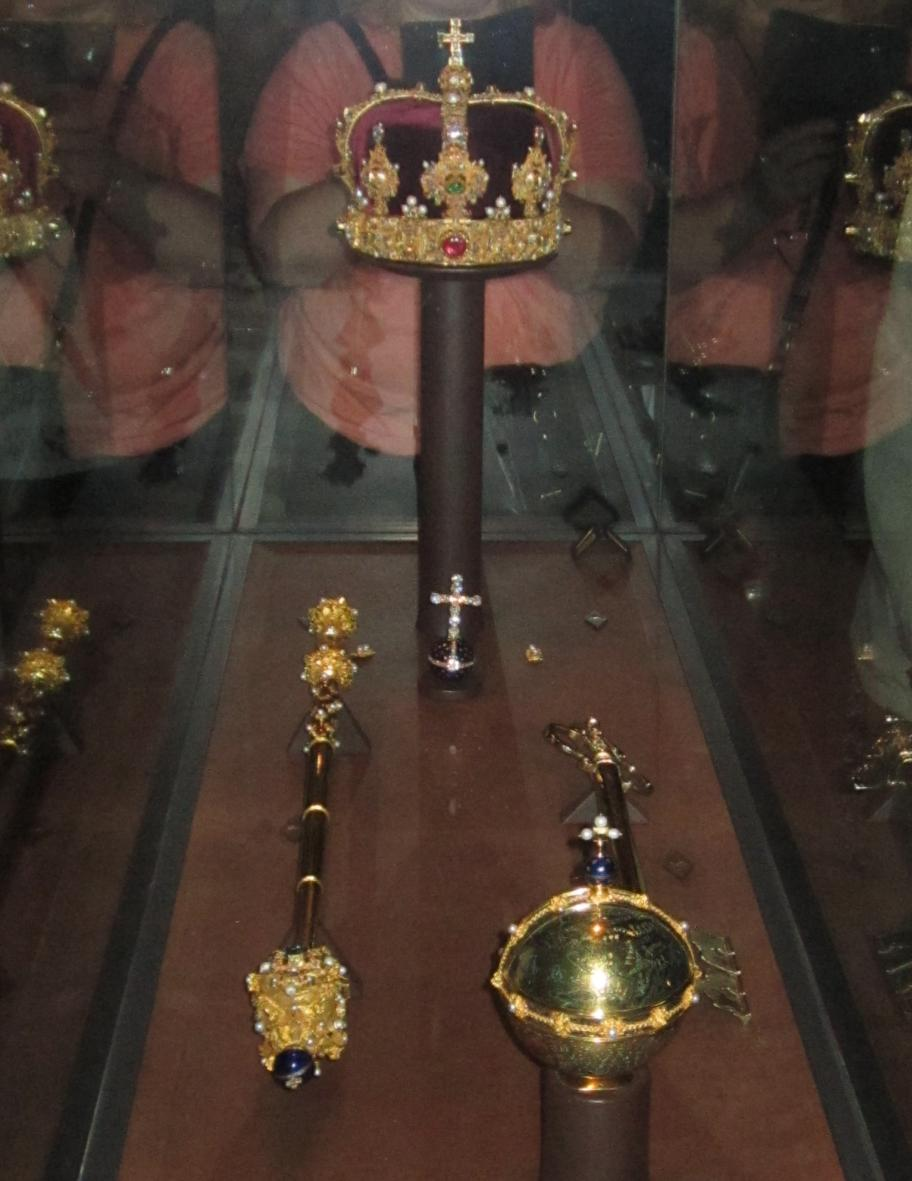
Kungakronan, spiran och äpplet såsom utställda i Skattkammaren på Stockholms slott.

Sveriges riksregalier är svenska kungliga riksregalier, eller värdighetstecken, som burits av regenter, regentgemåler och andra medlemmar av kungahuset vid kröningar och andra högtidliga ceremonier. Regalierna har i alla tider varit monarkins främsta och mest värdefulla symboler. Även om dessa symboler för den svenska monarkin inte har burits officiellt sedan 1907 används de fortfarande vid högtider såsom bröllop, dop och begravningar. Några av de äldsta och mest ovärderliga regalierna är ett av Gustav Vasas svärd och kronan, riksäpplet, spiran och riksnyckeln från Erik XIV. De svenska regalierna är statlig egendom, och de som har använts i modern tid finns sedan 1970 utställda i Skattkammaren Det har sagts att riksregalierna skall vara värda ca 415 miljarder kronor vilket också kungahuset bekräftade år 1998.[källa behövs] Vid sidan av riksregalierna, vilka har en symbolisk betydelse och inte är att betrakta som smycken, har den svenska kungafamiljen en privat samling av smycken.

## Historisk bakgrund
Den senaste kröningen ägde rum när Oscar II kröntes 12 maj 1873 i Storkyrkan i Stockholm. Han mottog då regalierna enligt i huvudsak samma ceremoniel som började med Erik XIV:s kröning 29 juni 1561, med vissa ändringar och tillägg. Sedan Fredrik I hade då alla monarker krönts i Storkyrkan i Stockholm, utom Gustav IV Adolf, som kröntes i Norrköping. Dessförinnan hade de flesta monarker krönts i Uppsala domkyrka (under medeltiden kunde kröningarna dock variera mellan olika domkyrkor och kyrkor), men under nya tiden kröntes dock drottning Kristina i Storkyrkan i Stockholm.
Förutom vid kröningar bars regalier av kungen och de myndiga arvfurstarna vid riksdagens högtidliga öppnande, innan Gustaf V vid sitt trontillträde avstod från att låta kröna sig och seden att bära regalier upphörde. Istället lades kronan och spiran på broderade hyenden (kuddar) på små bord bredvid tronen på vilken Oscar II:s hermelinmantel låg draperad. Detta fortgick fram till 1 januari 1975, då ceremonin avskaffades.
Hyendena användes ursprungligen för spiran och även för riksäpplet, som kungen bar under sin gång fram till tronen, och sedan lade ifrån sig när han skulle läsa upp talet. Oscar II bar krona, spira och mantel vid riksdagens öppnande. Inför varje riksdags öppnande i januari hämtades dessa regalier från riksbanken dit de sedan lämnades tillbaka och detta gjordes av ceremonimästaren och en kammarherre.
Regalierna har även använts vid andra kungliga ceremonier och även efter att 1809 års regeringsform trätt ur kraft, till exempel vid kungliga bröllop och dop. Ett exempel är kungabröllopet 1976, då kungakronan och drottningkronan stod på var sin sida om altarringen, liksom de senaste kungliga dopen. Ett exempel på regaliernas användning vid ett kungligt dop är kronprins Gustav (IV) Adolfs dop år 1778.

## Sveriges riksregalier

### De egentliga (främsta) riksregalierna
De egentliga riksregalierna utgörs enligt traditionell rangordning av krona, spira, äpple, svärd och nyckel (även andra föremål har tidigare betraktats som regalier, se nedan i nästa avsnitt under nästa rubrik). Denna rangordning bland de främsta regalierna har varit fastställd sedan Gustav II Adolfs kröning 1617 och brukar motsvaras av följande regalier som idag finns bevarade i Skattkammaren:
- Erik XIV:s krona
- Erik XIV:s spira
- Erik XIV:s riksäpple
- Gustav Vasas rikssvärd (inköptes i Augsburg 1541 genom den tyske köpmannen Claus Heyde)
- Erik XIV:s riksnyckel

Denna rangordning fastställde alltså kronan som det främsta ”regaliet”, den främsta kronjuvelen, innan detta fastställts hade svärdet denna plats. När Gustav Vasa begravts i Uppsala domkyrka (i det före detta Vårfrukoret längst i öster i domkyrkan, öster om huvudaltaret eller högaltaret) överlämnades nämligen rikssvärdet till Erik XIV: ”then 14. Sweriges, Göthes och Wändes Konung ERICH”, varvid kungamakten formellt överlämnades till honom. Gustav Vasa dog 1560 och året därpå 1561 kröntes Erik XIV med de nya regalierna, som återstår än idag. Nyckeln förekommer inte hos riksregalier i andra länder och kom till i och med Erik XIV:s kröning.

### Tidigare regalier
Även andra föremål har betecknats som regalier: smörjehornet med helig olja för att användas för att smörja kungen vid kröningen (som kung David i Bibeln, som utvalts som Guds smorde), manteln, kröningsringen (motsvarande påvens fiskarring), ordenskedjan och sigillet (riksklämman).
Riksbaneret har i tillgängliga historiska källor inte nämnts som en av riksregalierna, men var liksom kronjuvelerna och de traditionella riksregalierna ett viktigt yttre värdighetstecken för kungen och riket.
Vid kröningar har i Sverige också drottning Kristinas silvertron och kröningshimmel spelat en viss roll som låg nära regaliernas vid kröningar etc. I Iran räknas till exempel den så kallade Påfågelstronen som en del av riksregalierna.

## De enskilda regalierna

### Kronor
Kronan symboliserade "kunglig ära och värdighet".

#### Erik XIV:s krona

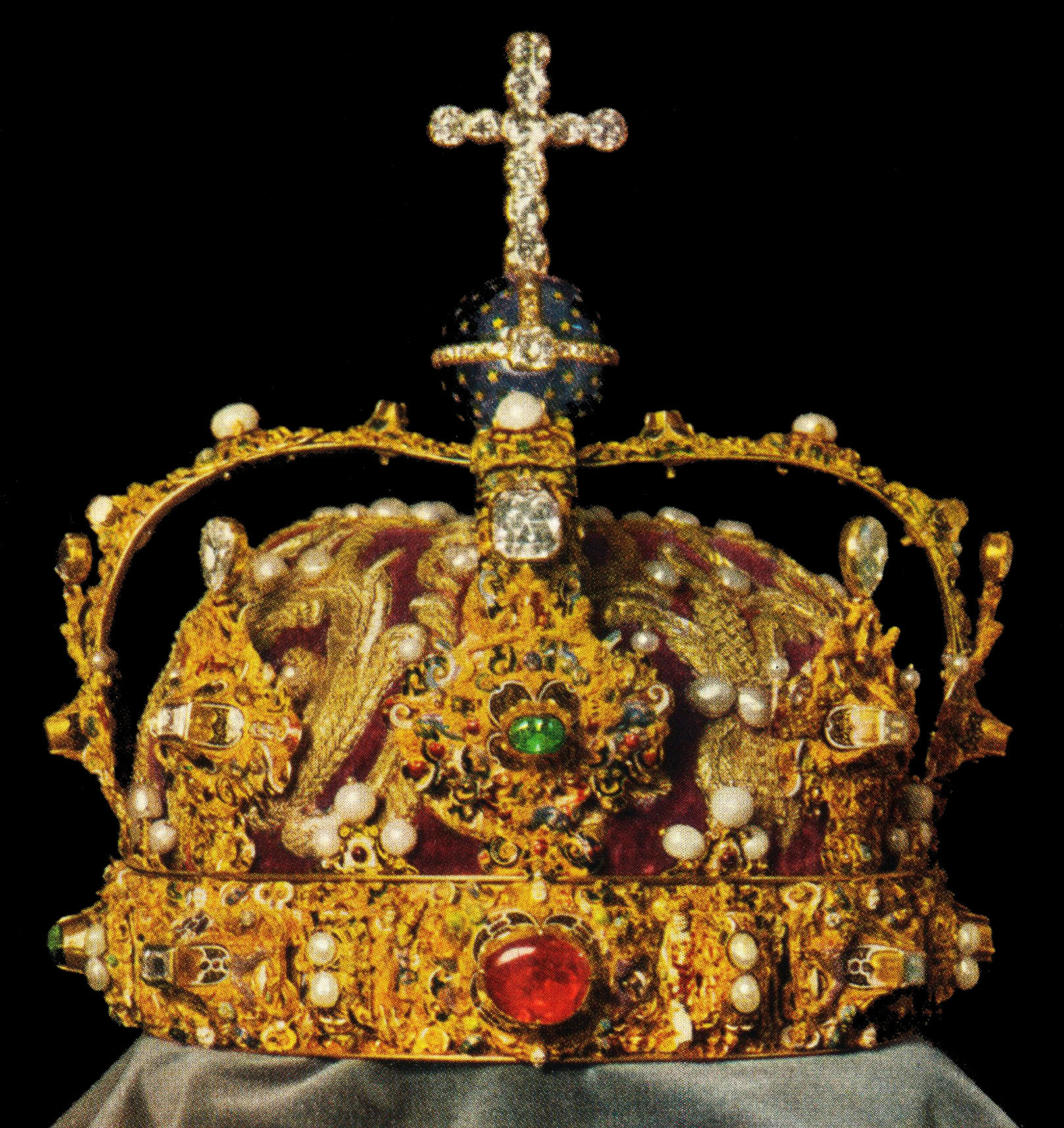
Erik XIV:s krona i det från originalutseendet förändrade skicket före år 1970.

Erik XIV:s krona är den krona Sveriges regenter föredragit att använda. Den är också landets äldsta bevarade krona och är tillverkad i Stockholm av en flamländsk guldsmed från Spanska Nederländerna, Cornelis ver Weiden, liksom även riksäpplet. Genom kvittot kan den dateras till 1561.
Ursprungligen fanns pärlor också högst upp på bladen, som ersattes av briljanter inför Karl XIV Johans kröning 1818. Karl XIV Johan lät också inför sin kröning besätta kronringen med åtta diamantrosetter och låta de fyra större bladen placeras ovanför dem, varvid rubinerna och smaragderna hamnade under de åtta mindre spirorna mellan de åtta bladen. Diamantrosetterna ersatte åtta tidigare pärlkartuscher med vardera två pärlor lodrätt ställda, vilka Johan III hade låtit sätta dit för att dölja Erik XIV:s namnchiffer. Erik XIV, Johan III:s äldre bror, hade Johan III lyckats avsätta som kung 1568.
Karl XII och Fredrik I gjorde dessutom mindre förändringar av kronan. Karl XIV Johan lät också ersätta korsgloben i guld med emaljerat kors högst upp på kronan med en ny blå korsglob med stjärnor och band i briljanter och med ett stort briljantkors högst upp. När Skattkammaren öppnades för allmänheten 1970 sattes den ursprungliga korsgloben tillbaka på sin plats. Den blå korsgloben med briljantkorset finns kvar att beskåda bredvid kronan. 1909 togs diamantrosetterna bort medan pärlkartuscherna återinsattes. I visningen av kronan i Skattkammaren idag är en av pärlkartuscherna borttagen och lagd bredvid kronan för att visa hur Erik XIV:s namnchiffer ser ut därunder.
Erik XIV:s krona väger 1 715 gram. Kronan var tidigare 23,7 centimeter hög med korsgloben som sattes dit 1818. Möjligen är kronan tillverkad av återanvänt material från äldre kronor, till exempel guld och ädelstenar.

#### Maria Eleonoras krona

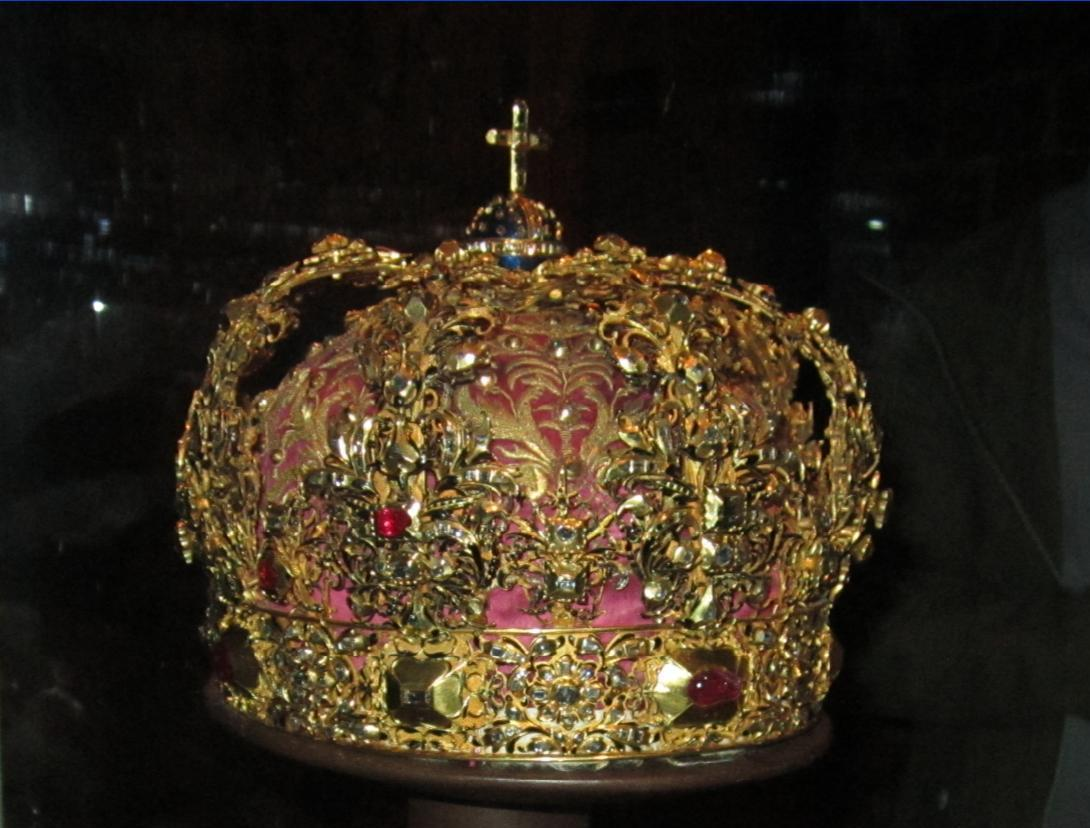
Maria Eleonoras krona.

Maria Eleonoras krona tillverkades i Stockholm 1620 av den tyske guldsmeden Ruprecht Miller och den anskaffades inför kung Gustav II Adolfs bröllop med Maria Eleonora av Brandenburg samma år (därav namnet Maria Eleonoras krona). Av uppsättningen från Gunilla Bielkes bröllop 21 februari 1585 med Johan III fanns då nämligen bara spiran och äpplet kvar (båda bevarade) och de innehades då ännu av kung Karl IX:s änka, änkedrottning Kristina av Holstein-Gottorp (Gustav II Adolfs mor), tillsammans med en för henne nygjord drottningkrona, en krona som senare blev den nuvarande kronprinskronan. En ny krona hade gjorts eftersom Gunillas drottningkrona rapporteras som ”sönderslagen” redan år 1592 i samband med Johan III:s död, knappt fem år före Gunilla Bielkes egen död 1597. Därför behövdes nya regalier för den nya drottningen Maria Eleonora.
Maria Eleonoras krona är utförd i guld, med emaljarbete i svart och blått, både guld och emalj i form av blommotiv samt rikligt besatt av diamanter och en del stora rubiner (det senare främst på framsidan). Man antar att detta materialval gjorts av heraldiska skäl. Rött och vitt (rubiner och diamanter) hämtades från drottningens brandenburgska vapen, medan svart och guld var de ursprungliga färgerna i Vasaättens vapen, som representerade kung Gustav II Adolf.
Före drottning Kristinas kröning 1650 hade denna krona liksom Erik XIV:s krona endast fyra byglar, symboliserande Kristi kors, men inför Kristinas kröning det året omarbetades kronan och fyra lägre byglar tillkom. Kronringen vidgades dessutom inför drottning Ulrika Eleonora d.y:s kröning 1719.
Maria Eleonoras krona under Fredrik I

Fredrik I var tvungen att låta sig krönas med denna krona, då en tvist mellan hans hustru den tidigare regerande drottning Ulrika Eleonora, som var mycket mån om sina regalier, och det för regaliernas tillsyn ansvariga ämbetsverket Kammarkollegiet hade uppkommit om hur regalierna skulle användas. Eftersom tvisten inte var löst vägrade Kammarkollegiet att lämna ut Erik XIV:s krona varigenom Fredrik I var tvungen att använda den tidigare drottningkronan, som dittills aldrig burits av någon kung. Ulrika Eleonora hade likaledes krönts med denna drottningkrona. Senare fick dock Fredrik I använda Erik XIV:s krona, som gjordes lättare för honom, men som senare återställdes.
Maria Eleonoras krona under huset Holstein-Gottorp

När kung Adolf Fredrik också valde att låta sig krönas med denna krona 1751, så tillfogades åtta nya diamantrosetter på kronringen, ytterligare diamanter på spiror och byglar samt en hätta utsmyckad med guldbroderier och besatt med briljanter. Detta sammantaget gör att denna krona är den tyngsta kronan bland de olika kunga-, drottning-, hertig-, hertiginne- och prinsesskronorna.
Den användes sedan av huset Holstein-Gottorp som kröningskrona (kungarna Adolf Fredrik, Gustav III, Gustav IV Adolf och Karl XIII kröntes alltså med den), men också vid andra högtidliga sammanhang, delvis för att Erik XIV:s krona från 1500-talet hade blivit omodern, även om Erik XIV:s krona återställdes efter Fredrik I:s död och således verkar ha använts i olika sammanhang.
Storleksuppgifter

| Höjd (cm) | Vikt (g) | Kronringens inre diameter (cm) |
| --------- | -------- | ------------------------------ |
| 18,4      | 2 506    | 17,8 x 21,4                    |

#### Lovisa Ulrikas krona

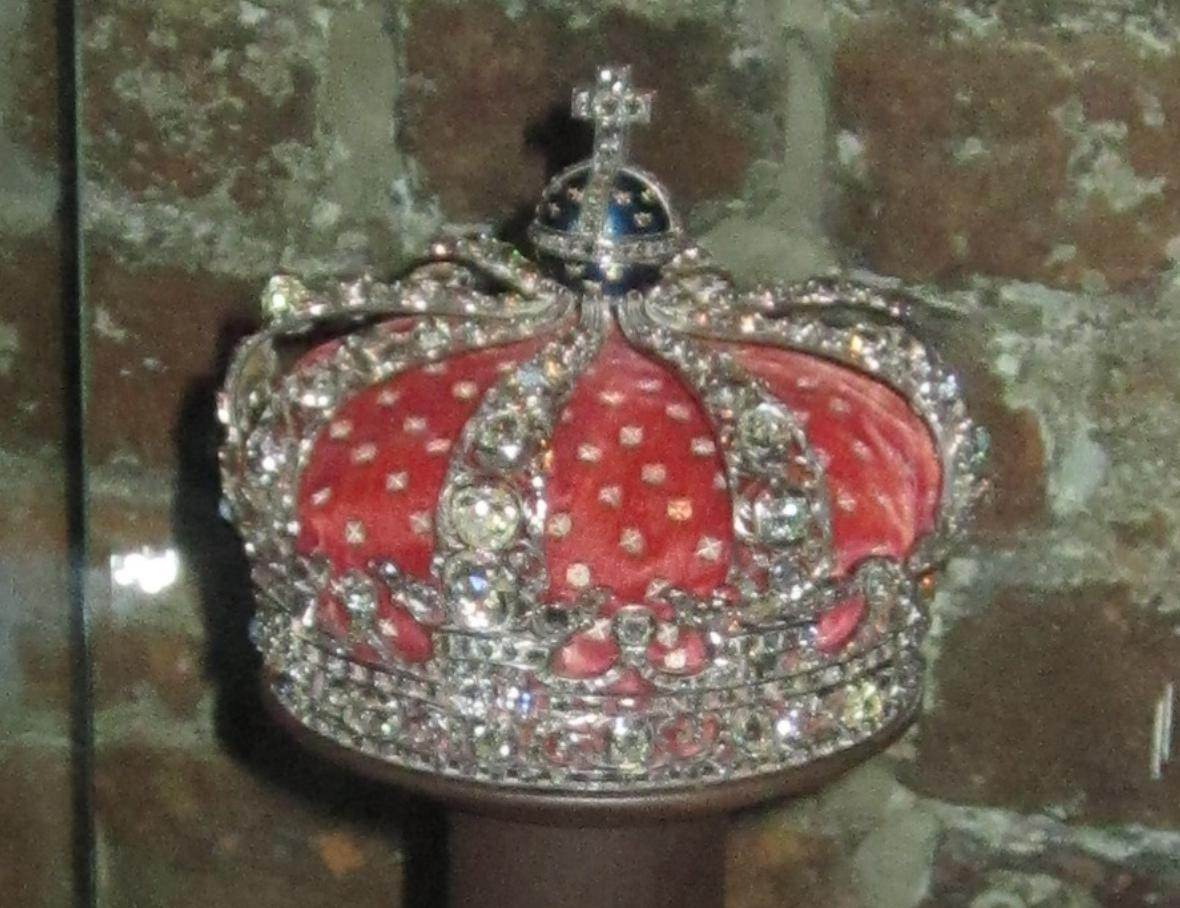
Drottning Lovisa Ulrikas krona.

Drottningkronan, Lovisa Ulrikas krona, tillverkades 1751 i Stockholm av Andreas Almgren inför drottning Lovisa Ulrikas och kung Adolf Fredriks kröning samma år. Den är ritad av Jean Eric Rehn efter förebild av den franska drottningkrona som 1725 tillverkats av hovjuveleraren Rondé inför bröllopet mellan Marie Leszczyńska och Ludvig XV. Den är ett bra exempel på svenskt konsthantverk från mitten av 1700-talet.
Lovisa Ulrikas krona har en stomme av silver och är invändigt förgylld. Den är rikligt besatt av diamanter, ursprungligen med 695 diamanter och taffelstenar, men har inga andra sorters stenar. Hättan är rosafärgad och besatt paljetter. Lovisa Ulrikas krona är ungefär hälften så stor som de båda kungakronorna och fastsattes i drottningens håruppsättning eller i hennes huvudduk med hjälp av nålar.
Anledningen till att en ny krona tillverkades var att Maria Eleonoras krona användes som kungakrona av huset Holstein-Gottorp. Sedan dess har Lovisa Ulrikas krona varit Sveriges drottningkrona, även under Bernadotterna, som återtagit Erik XIV:s krona som kungakrona.

#### Karl (X) Gustavs arvfurstekrona

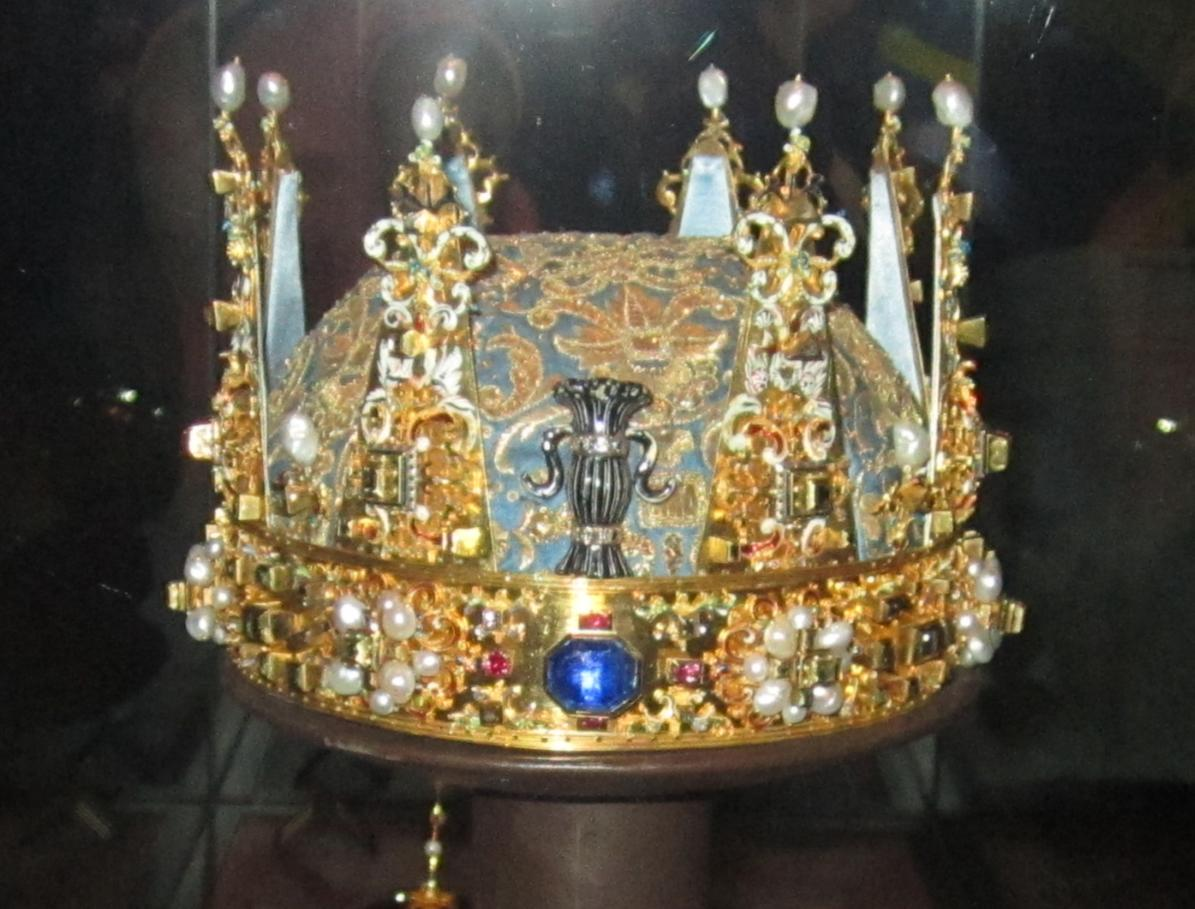
Karl (X) Gustavs arvfurstekrona.

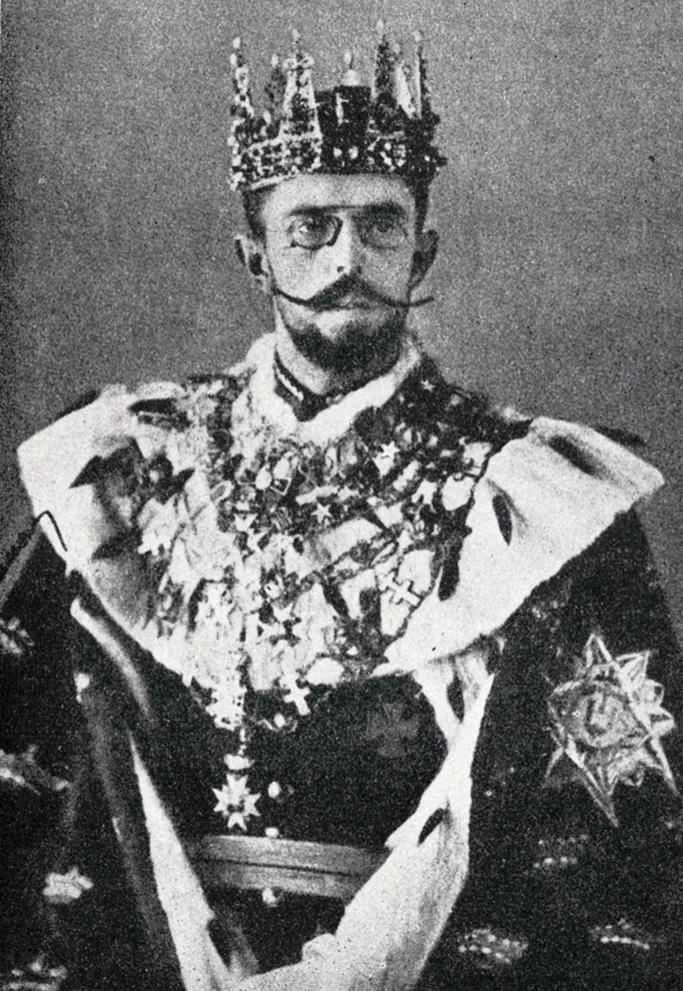
Kronprins Gustaf här iklädd kronprinskronan samt en furstlig mantel på en bild tagen i början av år 1893.

Karl (X) Gustavs arvfurstekorna (Skattkammaren nr 16), kronprinskronan eller tronföljarkronan är sammansatt av delar av drottning Kristina den äldres drottningkrona som nämns under rubriken Maria Eleonoras krona.
Den gjordes om till arvfurstekrona inför drottning Kristinas kröning 1650, då den dåvarande av arvfursten Karl Gustav (sedermera Karl X Gustav) fick använda denna krona såsom drottningens kusin och såsom arvfurste. Kronan satt då på en arvfurstehatt med stort brätte med bland annat hermelinpäls under kronan, som idag förvaras i Livrustkammaren. Det är okänt när, istället för hatten, en hätta sattes in i kronan, men den hättan i dagens krona skaffades 1762 för kronprins Gustav (senare kung Gustav III). Kronan har vid tillfällen satts tillbaka på arvfurstehatten och på Livrustkammarens webbplats finns en bild på kronan fastsatt på arvfurstehatten.
Traditionellt fick denna krona enbart bäras av en tronföljare som var konungens son eller sonson och inte av en tronföljare som exempelvis var konungens bror, eftersom en son när som helst kunde födas, varvid kronprinstiteln måste vara ledig. Därför bar prins Oscar (sedermera kung Oscar II), bror till Karl XV en annan krona vid riksdagens öppnande med mera. Kronan användes vid kunglig ceremonier som innefattar tronföljarna. Vid prins (dåvarande kronprins) Carl Philips dop, senast vid kronprinsessan Victorias bröllop. Vid de tillfällen låg den på en kudde vid altaret. Efter att Sverige fick kvinnlig tronföljd kallas den för tronföljarkronan istället för kronprinskronan.
Arbetet med kronan utfördes av guldsmeden Jürgen Dargeman  och han kan sägas ha tillverkat den större delen av kronan, eftersom han själv tillverkade de detaljerade delvis emaljerade guldsmidesornamenten fastsatta på kronans guldplåt. Kronprinskronan är besatt av emaljarbeten, pärlor, ringformade pärlrosetter (pärlkartuscher) och safirer och är en öppen krona (det vill säga utan byglar och glob över hättan). Istället finns åtta höga trekantiga spetsar eller spiror på kronringen och däremellan på kronringen ursprungligen lika många knappt hälften så höga lägre spiror. Två av dessa mellanspiror byttes 1771 ut mot två svartemaljerade vasar, en symbol för Vasaätten. Detta gjordes på Gustav III:s uppdrag inför hans kröning året efter. Högst upp på de idag alltså sammanlagt fjorton (ursprungligen sexton) trekantiga spirorna finns pärlor.
Kronan kan vara modellerad efter den kontinentala (heraldiska) grevekronan (se artikeln rangkrona), eftersom Karl X Gustav på fädernet var släkt med en gren av en pfalzgreveätt i Tyskland genom sin far, Johan Kasimir av Pfalz-Zweibrücken. Den liknar också (heraldiska) ärkehertigkronor i Österrike för medlemmar av kejsarfamiljen i Tysk-romerska riket och ett par sådana tillverkades även på riktigt och finns ännu bevarade i Weltliche Schatzkammer "Världsliga Skattkammaren" på det tidigare kejserliga residenset Hofburg (idag delvis presidentresidens) i Wien.
Tyska (österrikiska) ärkehertigkronor som liknar de svenska kronprins- och hertigkronorna

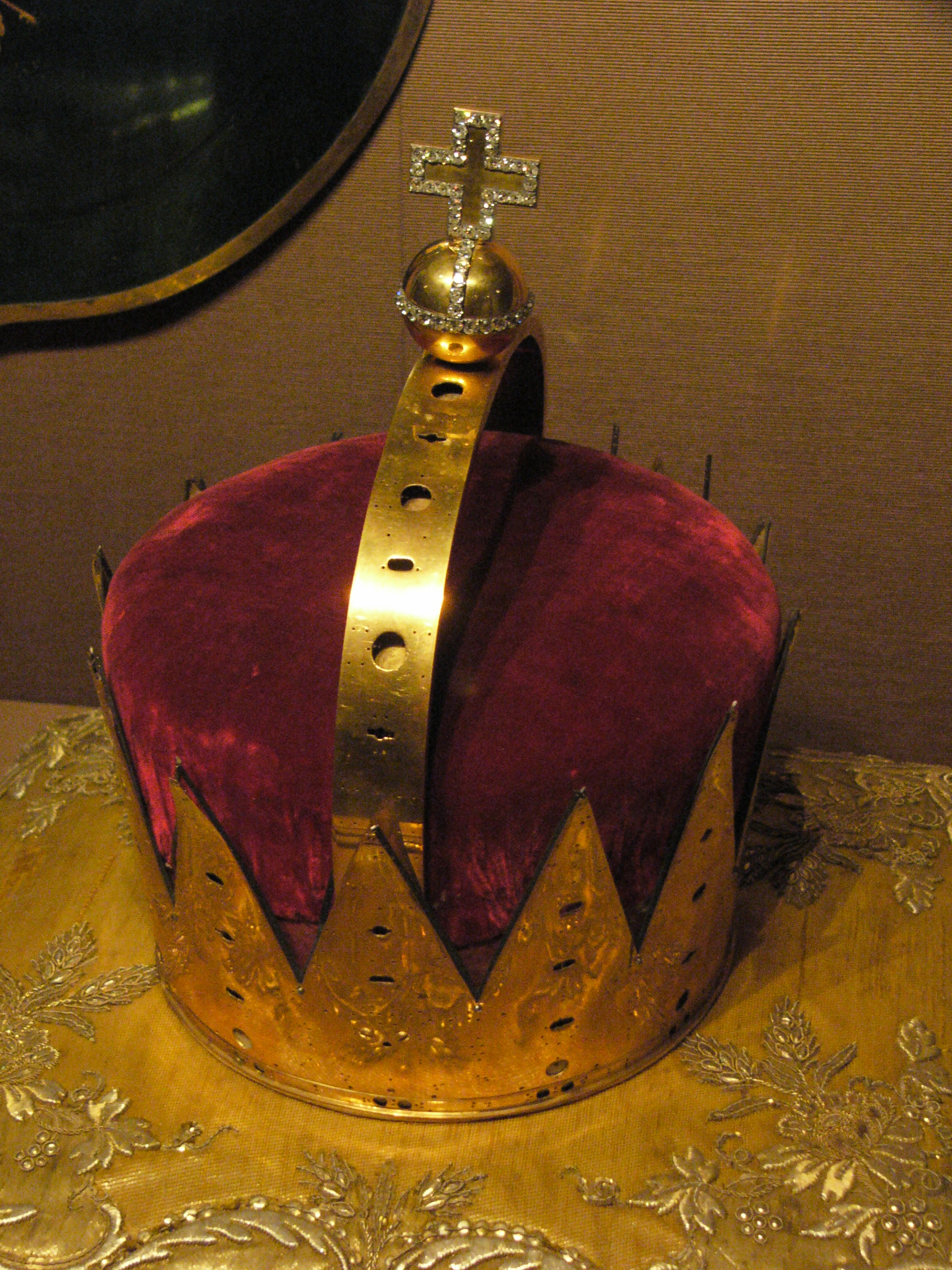
Den överblivna stommen eller skrovet av Josef II:s ärkehertigkrona utan ädelstenar och hermelinsutstyrsel.
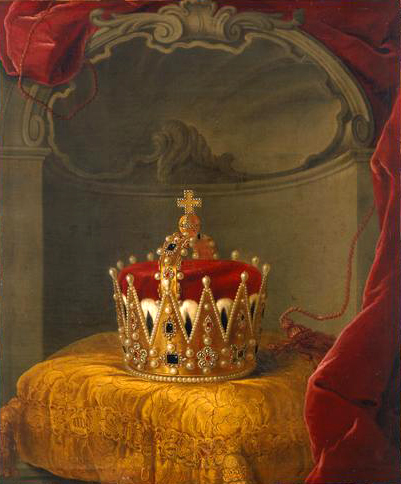
Ärkehertigkrona avbildad på målning.
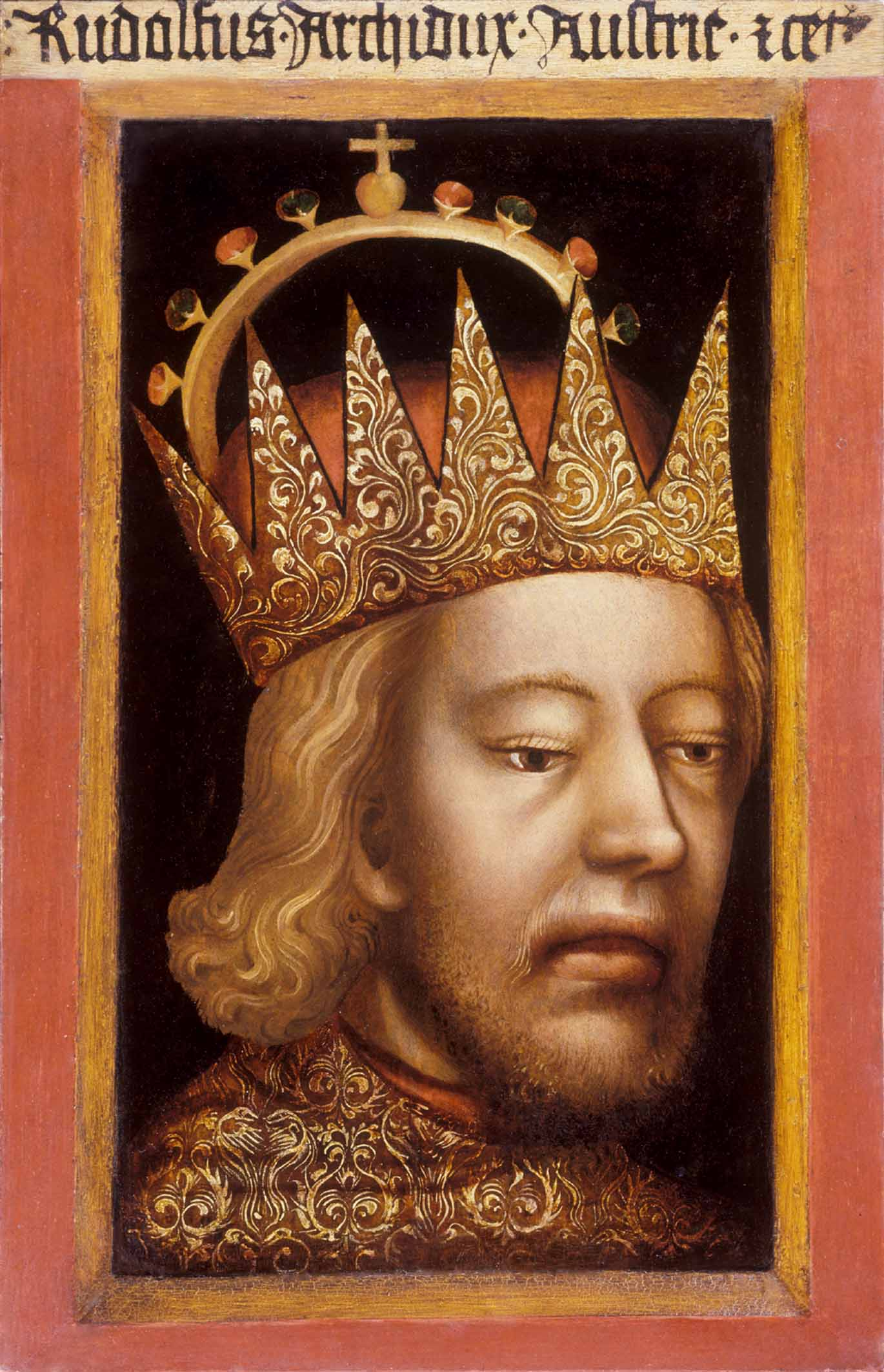
Rudolf IV med ärkehertigkrona.
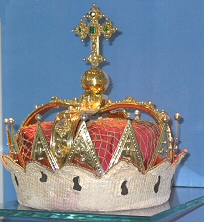
Grevskapet Tyrolens ärkehertigkrona.

Den kan vidare sägas ha i sin tur påverkat utseendet på de övriga svenska prins- och prinsesskronorna, de både verkliga och heraldiska öppna (utan byglar) hertig- och hertiginnekronorna, eftersom de också har åtta trekantiga höga spiror. Mellan spirorna finns dock istället för lägre trekantiga spiror, åtta emaljerade vasar. Två sådana tillverkades första gången inför Gustav III:s kröning 1772 och därmed bestämdes att den svenska heraldiska hertigkronan skulle se ut så. Dessförinnan, till exempel över en del av landskapsvapnen i Suecia Antiqua et Hodierna, är den svenska hertigkronan istället i form av en kronring med åtta löv, ganska lik dagens grevekrona och en del kontinentala (heraldiska?) kronor, till exempel i Frankrike, Spanien och Italien, och engelska dels verkliga dels heraldiska hertigkronor (ducal coronet).
Storleksuppgifter

| Höjd (cm) | Vikt (g) |
| --------- | -------- |
| 14,5      | 1 344    |

#### Övriga kronor

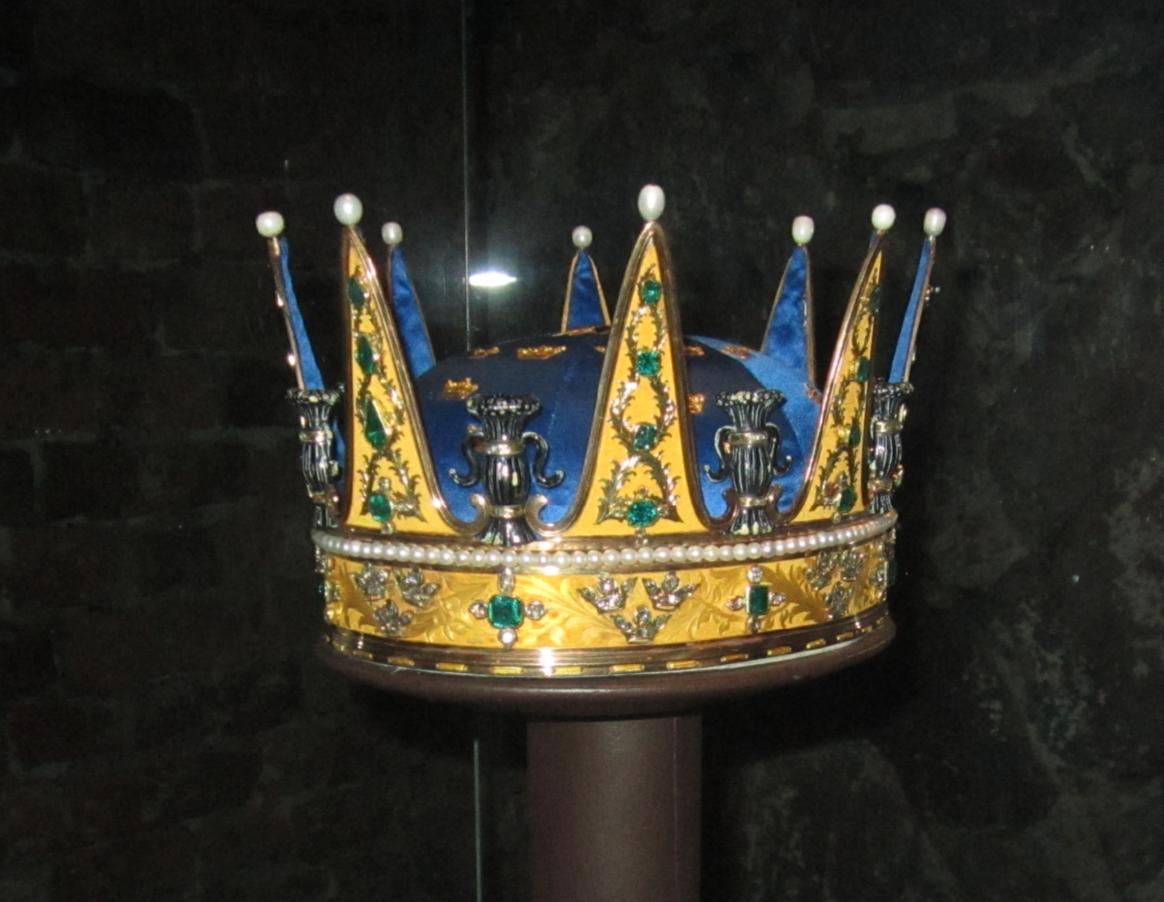
Hertig Karls krona

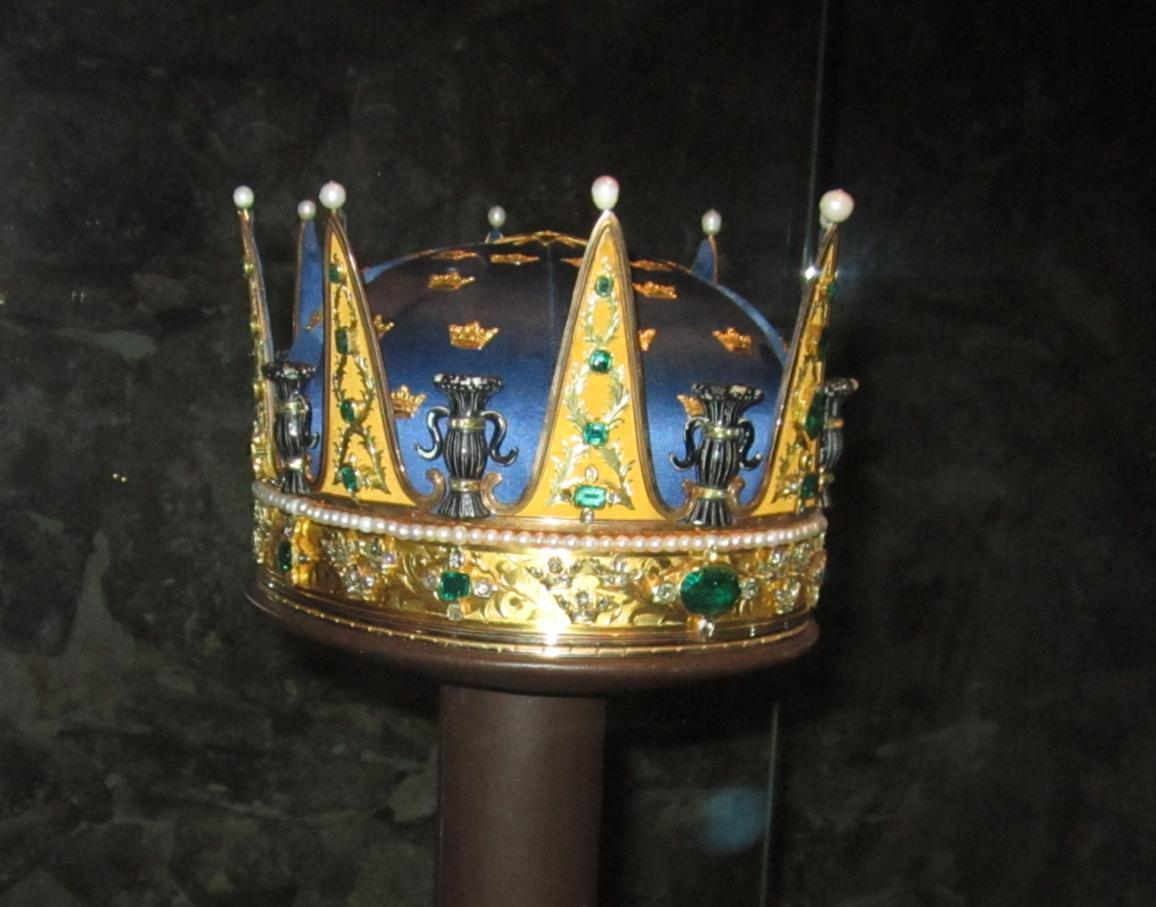
Hertig Fredrik Adolfs krona.

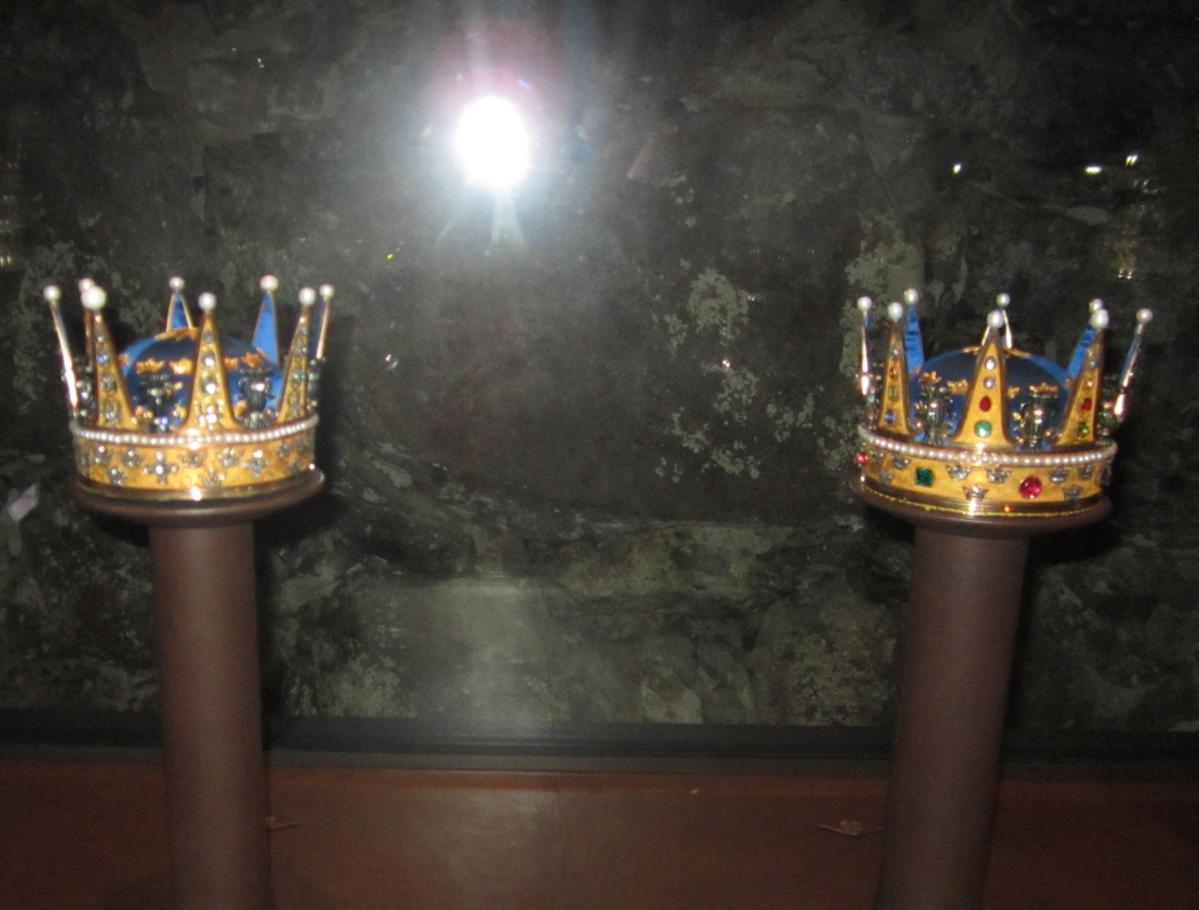
Två av de tre prinsesskronorna, vilka är betydligt mindre än prinskronorna.

##### Prins- och prinsesskronor
Bland regalierna finns fyra prinskronor (även kallade arvfurste-, furste- eller hertigkronor) och tre prinsesskronor, tillverkade 1771-1902. Det var Gustaf III som beslutade att alla myndiga medlemmar av kungahuset skulle ha egna kronor vid högtidliga tillfällen. Fram till Gustaf V:s trontillträde 1907 deltog de myndiga prinsarna i Riksdagens högtidliga öppnande iklädda kronor och furstemantlar vid sidan om tronen.
De tidiga kronorna anses ha ett högt konstnärligt värde, men kvaliteten sjönk med tiden och den senaste prinskronan, prins Wilhelms, kan kallas för pastisch.
- Hertig Karls (XIII:s) krona, tillverkad 1771 för Karl (XIII), hertig av Södermanland inför Gustav III:s kröning året därpå.[13][26] Kronan bars av prins Gustaf (VI) Adolf 1900–1907. Den användes vid prins Bertils begravning 1997, vid bröllopet mellan prins Carl Philip och Sofia Hellqvist 2015 placerad vid prinsens sida av altaret[27], och senast vid prins Gabriels dop 2017.[28]
- Hertig Fredrik Adolfs krona, också tillverkad 1771 för prins Fredrik Adolf, hertig av Östergötland.[13][26] Kronan användes vid prins Alexanders dop 2016.[29]
- Prins Oscars (II:s) krona, tillverkad 1844 för prins Oscar (II), hertig av Östergötland inför kung Oscar I:s kröning.[13][26] De många kronorna hade minskat tillgången på lösa pärlor och ädelstenar, så kronans 32 infattade pärlor är halverade och den stora smaragden kommer från Gustaf III:s epålett. Den skiljer sig från övriga prinskronor eftersom den har en vase mitt fram istället för en spira, vilket heraldiskt endast förekommer på tronföljarkronan. Kronan användes senast på prinsessan Estelles, hertiginna av Östergötland, dop 2012.[30]
- Prins Wilhelms krona, den senast tillkomna kronan, tillverkad 1902 av C.G. Hallbergs Guldsmeds AB i Stockholm efter ritning av Agi Lindegren för prins Wilhelm, hertig av Södermanland.[10][26] Kronan användes senast vid kronprinsessbröllopet 2010 placerad på den blivande prins Daniels sida av altaret.[31]
- Prinsessan Sofia Albertinas krona tillverkad för Gustav III:s syster Sofia Albertina 1771 inför kungens kröning året efter.[26] Kronan användes vid Kronprinsessan Victorias dop 1977, och senast vid bröllopet mellan prins Carl Philip och Sofia Hellqvist då den var placerad på den blivande prinsessan Sofias sida av altaret.[27]
- Prinsessan Hedvig Elisabet Charlottas krona, tillverkad för Hedvig Elisabet Charlotta inför bröllopet med hertig Karl 1778.[26] Kronan användes vid prinsessan Madeleines bröllop 2013,[32] och senast vid prins Nicolas dop 2015.[33]
- Prinsessan Eugénies krona, tillverkad för Eugénie 1860 i Stockholm av Edvard Emanuel Petterson och modellerad efter Hedvig Elisabet Charlottas krona. Kronan är utförd i guld med graverad dekor och emaljarbete i svart och vitt. Den är besatt med pärlor, diamanter samt olika färgade stenar.[8][13][26] Kronan användes på prinsessan Lilians begravning 2013,[34] och senast på prinsessan Leonores dop 2014.[35]

##### Storleksuppgifter på Prinsessan Eugénies krona[8]
| Höjd (cm) | Vikt (g) | Kronringens inre diameter (cm) |
| --------- | -------- | ------------------------------ |
| 11,3      | 733      | 12,9 x 13                      |

##### Prinsessan Margaretas krona

Prinsessan Margaretas krona.

En brittisk krona i förgyllt silver med pälsbräm och purpurfärgad sammetskulle med guldtofs förvaras också och visas i Livrustkammaren. Den räknas formellt inte till de svenska riksregalierna. Kronan bars av prinsessan Margaret av Connaught (sedermera Sveriges kronprinsessa) vid farbrodern Edvard VII:s kröning i England 1902. År 1953 lånades kronan tillfälligt ut till Margaretas syster lady Patricia Ramsay för att bäras av henne vid Elizabeth II:s kröning samma år.
Kronan är av den typ som bärs i Storbritannien av monarkens sonbarn. Kronringen har åtta spetsar: fyra liljor, två mantuanska kors och två smultronblad. Den tillverkades i London 1901 av Garrard & Co.

### Spiror
Spiran symboliserade rättvisa och rättfärdighet, eller enligt "kungens världsliga makt och av Gud givna plikt att rättfärdigt regera och döma sitt folk". I de flesta länder bärs spiran endast av regenten, som en symbol för dennes suveränitet, och inte av regentgemålen. I Sverige och Norge finns dock särskilda drottningspiror. 

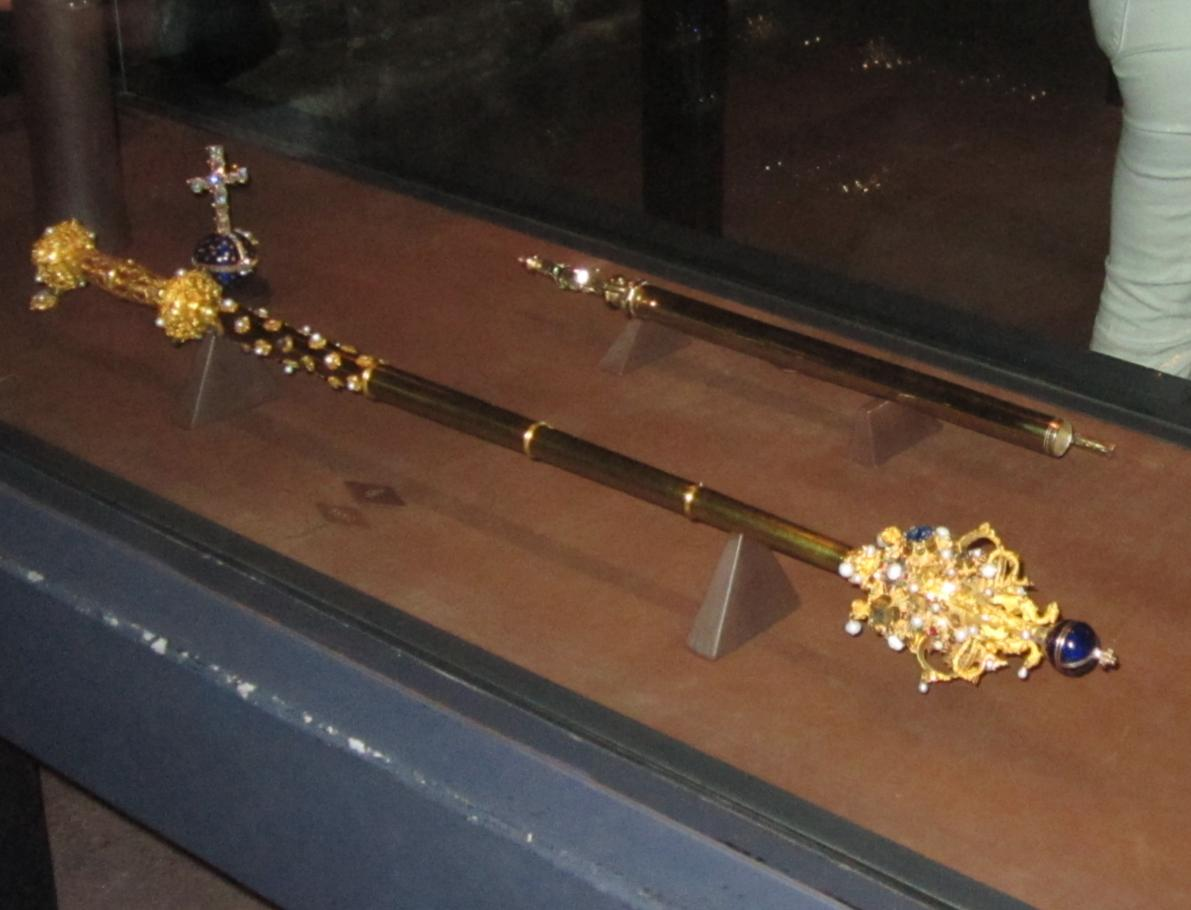
Erik XIV:s spira med den nyare korsgloben.

- Erik XIV:s spira är tillverkad av Hans Heidenrik 1561.[7][38] Spiran hade ursprungligen en blå safir överst på två rader av pärlor. Safiren satt länge lös och försvann vid kronprinsens Gustav (IV) Adolfs dop 1778. Den återfanns aldrig och ersattes 1780 av en blå korsglob.[7]
- Gunilla Bielkes spira, tillverkad 1585 av Antonius Groth den äldre[11] Gunilla Bielkes spira och äpple är de äldsta bevarade drottningregalierna i Sverige.[38]
- Maria Eleonoras spira tillverkades för drottning Maria Eleonora eftersom den äldre drottningspiran då ännu innehades av änkedrottningen Kristina den äldre.[11][11]

### Riksäpplen
Äpplet symboliserade "att Gud insatt konungen som sin befullmäktigade regent över ett kristet kungarike" där korset symboliserade Guds makt och äpplet jorden eller kungariket.

#### Erik XIV:s riksäpple

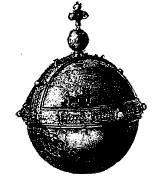
Erik XIV:s riksäpple.

Riksäpplet, Erik XIV:s riksäpple, är tillverkat 1561 av Cornelis ver Weiden i Stockholm. Äpplet är tillverkat av guld och besatt med pärlor. En på äpplet graverad och emaljerad globkarta över hela jordklotet är troligen utförd i Antwerpen 1568 av den schweiziske guldsmeden Frantz Beijer. Erik XIV:s riksäpple är sannolikt det enda riksäpple som dekorerats med en realistisk kartbild. Genom ett misstag är dock kartbilden för det norra halvklotet spegelvänd, men namnen på kartan är placerade som om den skulle ha varit rättvänd. Det innebär att namnet ”India” (latin för Indien) står på den östra sidan mellan de bakvända konturerna av Medelhavet.
Riksäpplet skadades vid Karl XI:s kröning i Uppsala 1675. Det fördes då i kröningsprocessionen av rikskansler Magnus Gabriel De la Gardie. De la Gardies häst skall ha blivit skrämd, varvid excellensen kastades av och tappade peruken, medan äpplet fick en buckla och emaljen skadades kraftigt. Denna buckla slogs ut först inför Adolf Fredriks kröning 1751 och samtidigt ersattes den skadade emaljen helt. Dessutom ersattes vid samma tillfälle den ursprungliga korsgloben på riksäpplet med en korsglob, som tidigare suttit på Maria Eleonoras äpple, som istället fick korsgloben på Erik XIV:s riksäpple.
Storleksuppgifter

| Höjd (cm) | Vikt (g) | Bredd (cm) |
| --------- | -------- | ---------- |
| 16,5      | 676      | 11,8       |

#### Maria Eleonoras äpple
Maria Eleonoras äpple är utfört i guld, med emaljarbeten i blått och gult samt besatt av diamanter och rubiner. Det är tillverkat 1620 i Stockholm av Ruprecht Miller, som också tillverket drottningens krona (se ovan under rubriken Maria Eleonoras krona). Korsgloben utbyttes 1751 mot den som tidigare suttit på Erik XIV:s riksäpple.
Storleksuppgifter

| Höjd (cm) | Vikt (g) |
| --------- | -------- |
| 15,3      | 410      |

#### Gunilla Bielkes äpple

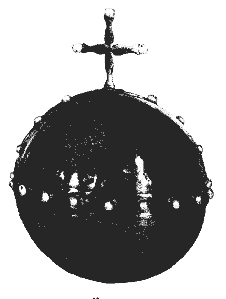
Gunilla Bielkes äpple.

Gunilla Bielkes äpple är tillverkat 1585 i Stockholm av Frantz Beijer. Det är utfört i guld och besatt med pärlor. Det är tillsammans med Gunilla Bielkes spira de äldsta bevarade drottningregalierna
Anmärkningsvärt är att en gemål enligt europeisk tradition inte brukar tilldelas ett riksäpple (och vanligen inte heller ), utan detta brukar vara betecknande för en suverän (regerande) furste.
Storleksuppgifter

| Höjd (cm) | Vikt (g) | Bredd (cm) |
| --------- | -------- | ---------- |
| 17,9      | 491,5    | 13,1       |

### Riksnycklar
Vid ceremonielet vid Karl IX:s kröning sägs att kungen med nyckeln "upplåser och igensluter föruarandes det godt är, stänger rikets portar för alla kättare, fiender och otrogna samt öppnar dem för fattiga och nödställda", och att regenten "skulle låsa rikets portar, utestänga det onda och öppna för nödställda".

#### Erik XIV:s riksnyckel
Riksnyckeln, Erik XIV:s riksnyckel, är tillverkad 1561 i Stockholm av Peter Holtswijler. Nyckeln är utförd i förgyllt silver.
Storleksuppgifter

| Längd (cm) | Vikt (g) |
| ---------- | -------- |
| 43         | 676      |

#### Ulrika Eleonora d.y:s riksnyckel

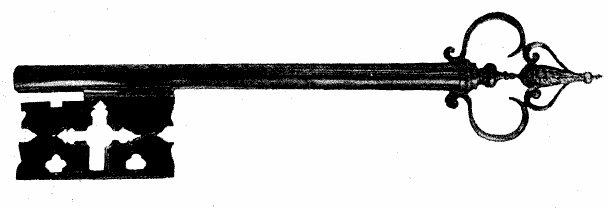
Erik XIV:s riksnyckel.

Den regerande drottningen Ulrika Eleonora d.y:s riksnyckel är troligen tillverkad i Stockholm av den tyske guldsmeden Nicolaus (von) Bleichert. Den är utförd i förgyllt silver (enligt en källa helt i guld) och är en trogen kopia av Erik XIV:s nyckel. På vredet är inskrivet "V.E.D.G.R.S. [Ulrika Eleonora Dei Gratia Regina Sueciae] d. 3. maij A: 1720". Som regerande drottning hade Ulrika Eleonora ursprungligen haft Erik XIV:s riksnyckel i sin uppsättning av regalier. Då hon avstod tronen till sin make Fredrik I ville hon ändå behålla en riksnyckel i sin regalieuppsättning, varför en ny nyckel tillverkades åt henne.
Storleksuppgifter

| Längd (cm) | Vikt (g) |
| ---------- | -------- |
| 43         | 689      |

### Svärd
Till regalierna räknas också två rikssvärd. Svärdet var ett tecken på att kungen ledde landets försvar, med plikt att med svärdet beskydda de goda och straffa de onda. Svärden är de äldsta regalierna och har tillhört Gustav Vasa. De är båda nästan helt tillverkade i södra Bayern i städerna Augsburg och Passau.

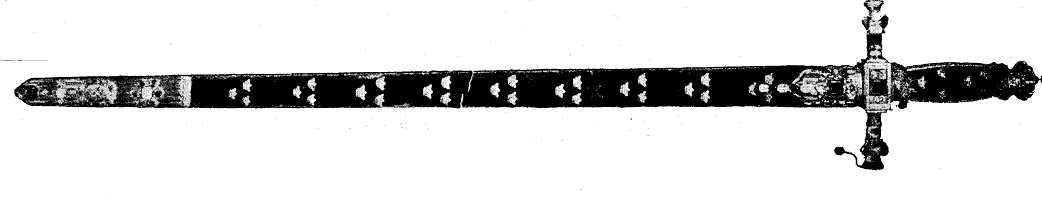
Gustav III:s konungssvärd.

De fyra i Skattkammaren utställda svärden är följande:
- Rikssvärdet från 1542 (Skattkammaren nr 13)
- Det äldre rikssvärdet (Skattkammaren nr 14)
- Gustav III:s konungssvärd (Skattkammaren nr 23)
- Kronprinssvärdet (Skattkammaren nr 24).

#### Rikssvärdet från 1541
Gustav Vasas ena rikssvärd inköptes i Augsburg 1541 genom den tyske köpmannen Claus Heyder (troligen över den gamla hansastaden Lübeck). Svärdsklingan är rikt dekorerad med etsningar och är delvis förgylld. Motiven i etsningarna är dels Sveriges riksvapen, samt scener i Moses och Josefs historier i andra till femte Moseböckerna respektive Första Mosebok i Gamla testamentet. Ett antagande är att Gustav Vasa ville efterliknas med Josef, som stigit upp till hög värdighet, och med Moses, som såsom ledare för sitt folk befriat det från ett främmande ok.
Storleksuppgifter

| Längd (cm) |
| ---------- |
| 132        |

#### Det äldre rikssvärdet
Det äldre rikssvärdet är sannolikt det som användes vid Erik XIV:s kröning. Dess styva klinga är rätt typisk för ett verkligt riddarsvärd, liksom dess åsar (förhöjningar) och blodrand (en fördjupning mitt i klingans bredd). Den har dessutom fortfarande en fullt duglig stötspets. Klingan är rikt etsad och delvis förgylld och är ett arbete som gjorts i de berömda biskopliga verkstäderna i staden Passau i Bayern på gränsen till Österrike. Motiven i etsningarna är romersk historia: Cajus Mucius Scaevola inför kung Porsenna och kejsar Trajanus ädelmod och är motiv hämtade från Albrecht Dürers målningar i Nürnbergs rådhus.
Vid Erik XIV:s kröning fick svärdet sitt nuvarande fäste, ett arbete som gjorts i Sverige en kort tid dessförinnan. Det är ett fint och ståtligt prov på vad som i bästa fall kunde åstadkommas i det dåtida Sverige med fina guld- och silverinläggningar. Senare tillsatser är fransarna längst ut och längst in på fästet, samt kavelns klädsel med guldbroderad sammet från 1700-talet. Svärdet har två baljor, en balja med beslag från 1581 och en tillverkad av hovsvärdsfejaren Johan Tiberg 1808.
Storleksuppgifter

| Längd (cm) |
| ---------- |
| 132,5      |

### Övriga regalier

#### Smörjehornet

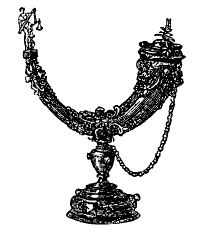
Karl IX:s smörjehorn.

Smörjehornet introducerades vid Karl XI:s kröning och användes för att förvara den olja som ärkebiskopen smorde kungen med innan kronan sattes på hans huvud. Detta hade sin grund i Gamla Testamentet (Första Samuelsboken) där kung David utsågs till kung av Gud och därefter smordes med helig olja till Guds smorde. Detta utgjorde en del av grunden för kungamakten av Guds nåde. Efter drottning Kristinas kröning miste smörjehornet sin rang som regal, men användes vid alla kröningar därefter. Det bars vid processionen inför kröningen av ärkebiskopen, första gången av Olaus Martini.
Motsvarigheter till smörjehornet finns bland annat i Storbritanniens och Norges riksregalier. Det brittiska hornet är utformat som en örn från vars näbb oljan hälls. Till hornet hör en sked som används vid smörjningen. Skeden anses ha använts så långt tillbaka som år 1199, under kung Johan utan lands kröning. Till skillnad från kronorna överlevde dessa regalier Oliver Cromwells nersmältning och försäljning.
Karl IX:s smörjehorn tillverkades 1606 i Stockholm av den svenskfödde guldsmeden Peter Kempe. Det avancerade detaljsmidet är ett av de finaste proven på guldsmideskonsten bland de svenska regalierna. Det består av ett krumhorn med en sockel som gör hornet uppställbart. Hornet och sockeln är helt utfört i guld och prytt med emaljerade ytornament och andra plastiska utsmyckningar och är besatt med tio diamanter och fjorton rubiner. Rubinerna är från Karelen, som ingick i det dåtida Sverige.
Locket är rikt skulpterat och är fäst vid hornet med en guldkedja. På spetsen över den andra änden står en guldsmidd skulptur över rättvisans gudinna Justitia, med en våg och ett svärd i sina båda händer. Den minimala vågen består av inte mindre än tolv lösa delar.

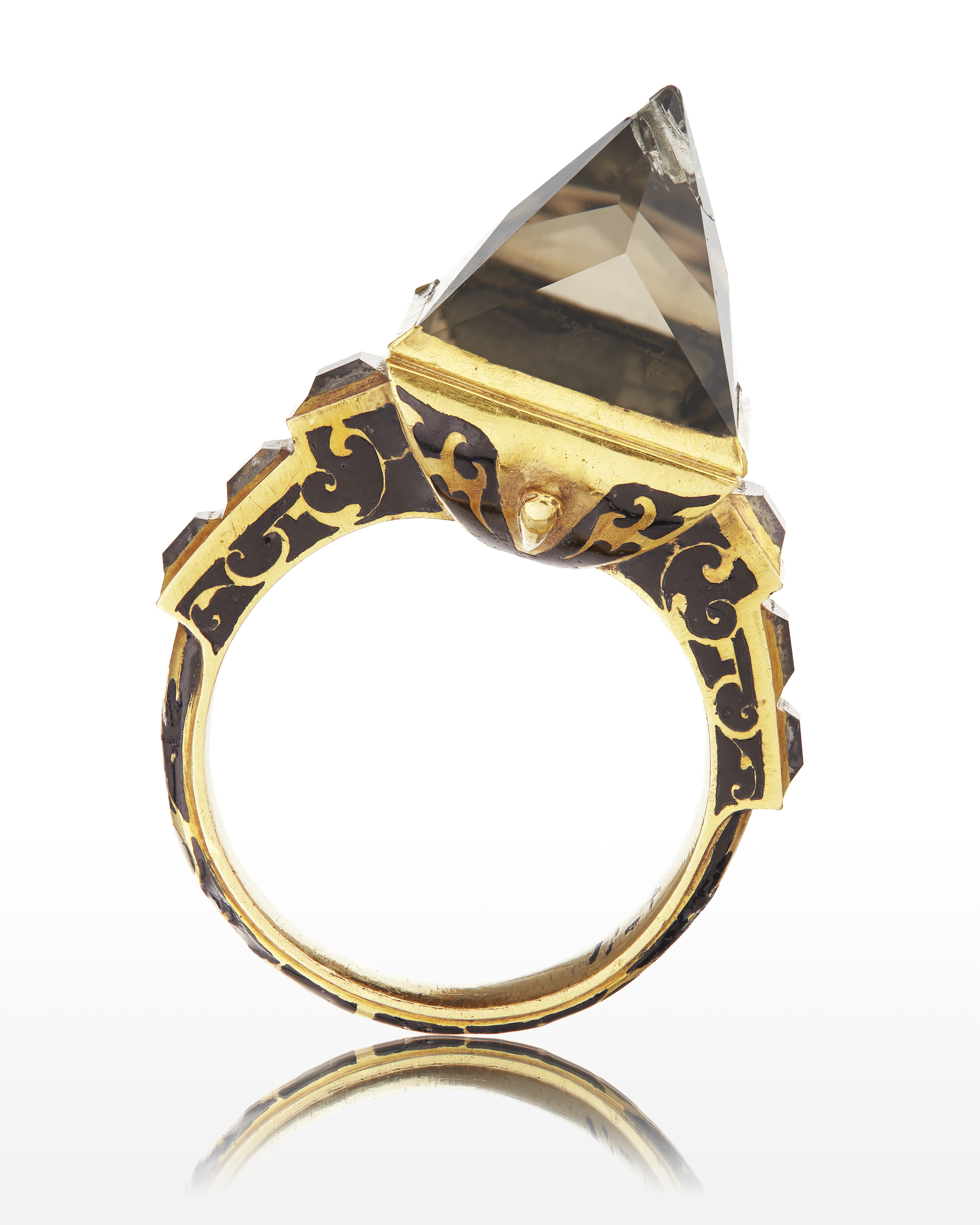
Karl IX:s kröningsring

Storleksuppgifter

| Höjd (cm) | Vikt (g) | Bredd (cm) |
| --------- | -------- | ---------- |
| 15,5      | 255,5    | 12         |

#### Kröningsringen
Ringen ansågs betyda en vänskapsförening eller trolovning mellan konung och folk, eller det heliga förbundet mellan kungen och hans rike.

## Andra kröningsföremål
Till de högtidliga dräkter som bars av kungligheterna när regalierna användes hörde särskilt dekorerade praktvärjor, ägretter, ordenstecken och mantlar:

### Mantlar
Se även: Svenska kröningsmantlar
I Livrustkammaren och Skattkammaren finns sex av sammanlagt sju bevarade svenska kungamantlar bevarade, vilka användes vid kröningar och andra högtidliga tillfällen. Dessa är följande:

Karl XIII:s kröningsdräkt med mantel.

- Erik XIV:s kröningsmantel. Denna mantel är det äldsta klädesplagg som har bevarats från en svensk kröning. Den är i mörkviolett, purpurfärgad sammet, vilket skiljer sig från den mer klarröda ton som de svenska kröningsmantlarna får från 1700-talet och framåt. Att klä sig i purpur var starkt symbolladdat och reserverat för samhällets makthavare. Ursprungligen var manteln dekorerad med 455 radiellt fastsydda öppna guldkronor. Kronorna är broderade med guld, gult, blått och rosa silke och på varje krona fanns tio små äkta pärlor - fem på kronringen och fem på spirorna. Av kronorna återstår idag 296 stycken. När Erik kröntes hade den dessutom bräm och krage av hermelin. Kröningsmanteln syddes av kungens livskräddare Claes Bertilson, medan Påwel Thurolth broderade kronorna. Modellen var från början mer rundskuren, men har senare avkortats framtill. Foder av tunn vit taft. Efter Erik XIV har Johan III, Karl IX och Gustav II Adolf använt manteln vid sina kröningar.[44][45]
- Drottning Kristinas kröningsmantel. Kristinas mantel var ursprungligen dekorerad med 764 ½ guldbroderade kronor och hade en bred guldbroderad bård med fastsatta pärlor. Kragen och fodret var av hermelin. Efter Kristina har Karl X Gustav, Karl XI och Ulrika Eleonora d.ä. använt manteln vid sina kröningar. Av de guldbroderade kronorna finns tyvärr bara avtrycken kvar. De sprättades bort på 1700-talet och smältes ner. Även pärlorna i bården saknas idag.[46]
- Ulrika Eleonoras kröningsmantel. Den långa kröningsmanteln hade gått i arv många gånger och var ursprungligen inte kungamantel. Den gjordes ursprungligen till drottningens farfar, Karl X Gustav, då han i egenskap av arvfurste närvarade vid drottning Kristinas kröning 1650. Ulrika Eleonoras klänning i silverbrokad finns inte bevarad i ursprungligt skick utan skänktes till Gottröra kyrka där den omvandlades till mässhake och antependium.[46]
- Fredrik I:s kungliga mantel. Den nya manteln syddes av spinnaren Lorenz och dekorerades med 400 broderade kronor av brodören Tobias Leij d.y. Fredrik I var en monark som avstod från hermelinsfodret på sin mantel eftersom detta på drottning Kristinas mantel gjorde den för tung. De gamla purpurfärgade mantlarna från 1600-talet ansågs också omoderna.[46]
- Adolf Fredriks kröningsmantel Kungens kröningsmantel var av purpurröd sammet, som inköpts i Paris. Till brämet användes ryska hermeliner och skinn från Kristinas mantel, som även fick bidra med taft och pärlor. Övriga pärlor hämtades från Gustav II Adolfs hattband, Karl X Gustavs gehäng och krigsbyten från Ryssland.[46]
- Karl XIII:s mantel. Till hans kröningsdräkt som finns bevarad finns också särskilda stövlar med broderade kronor på.[47]
- Oskar II:s mantel i Skattkammaren (se ovan)

#### Furstliga mantlar
Se även: Svenska furstliga mantlar
Furstliga manteln är till skillnad från den kungliga manteln inte purpurfärgad, utan blå. Denna typ av mantel har använts av svenska prinsar och prinsessor sedan åtminstone 1700-talet.

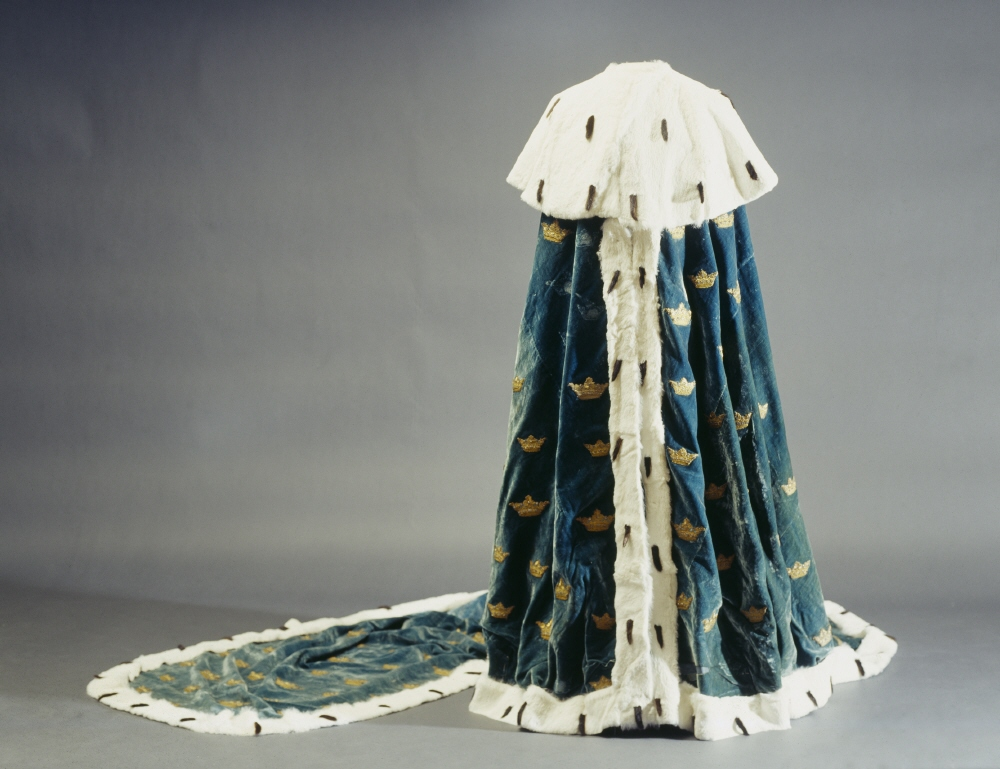
Sofia Magdalenas furstliga mantel från 1771, sedermera Hedvig Elisabeth Charlottas

- Sofia Magdalena furstliga mantel från 1771

### Riksbaneret
Riksbaneret har sedan medeltiden varit ett kungligt värdighetstecken i form av en rikt utstyrd fana, som vanligen föreställde riksvapnet, det vill säga en vapenflagga, ett rikets baner.
Ordet riksbaner användes först och ursprungligen under medeltiden av de tysk-romerska kejsarna, men ordet användes senare även om liknande värdighetstecken som andra suveräna furstar förde. Riksbaner kallades alltså i Sverige under medeltiden inte riksbaner utan ”konungens märke” (ungefär: ”konungens vapen”), senare användes istället ordet riksbaner. Detta konungens märke och senare riksbaneret användes endast fullständigt när kungen var närvarande, genom att det då vecklades ut helt. Det åtföljdes alltid av pukor och trumpeter. Ett av de först omnämnda baneren eller riksbaneren är det år 752 omtalade drakbaneret, som var ett fälttecken för kungen av Wessex och som dessutom uppfattades som en folkets symbol.
Det sist gjorda svenska riksbaneret är från 1751 och gjordes inför kung Adolf Fredriks kröning det året. Det förvaras i Riddarholmskyrkan och gjordes i Paris av Ludvig XV:s hovbrodör N.V. Du Trou. Det är en blå, tvåflikad sidenduk (två flikar ytterst), med trekronorsvapnet strött över hela duken. På mitten finns det stora riksvapnet i form av ett opersonligt riksvapen, det vill säga utan den regerande kungaättens dynastivapen i hjärtskölden i mitten av riksvapnet. Detta riksbaner kan alltså användas av vilken kung som helst av olika ätter. En liknande företeelse som fortfarande förs i krigs- och försvarssammanhang är Kommandotecken, som används av försvarsbefäl, statschefer och regering i krigs- eller försvarssammanhang.

## Förvaring och vård
Uppgiften att "förvara och vårda rikets regalier och dyrbarheter" ligger sedan 1594 på Kammarkollegiet. Med ”dyrbarheter” avses de föremål som inte räknas till de egentliga regalierna men har använts vid kröningarna eller andra värdefulla föremål som ingår i samlingen till exempel lösa delar, pärlor etc. Räntekammaren, eller kammaren, är det ursprungliga namnet för det nutida Kammarkollegiet och Proberkammaren.
Regalierna är upptagna i en särskild förteckning och skall sedan gammalt förvaras under fyra olika lås. För vart och ett av låsen ansvarar en av Kammarkollegiet utsedda nyckelbevarare, traditionellt kollegiets avdelningschefer som benämns kammarråd. Samtliga fyra nyckelbevarare måste vara närvarande då en monter i Skattkammaren öppnas.
Kollegiets tillstånd krävs om regalierna ska flyttas till exempel till en kunglig ceremoni eller för fotografering, och ska de lånas ut krävs regeringens tillstånd. Två juvelerare ska besiktiga regaliernas tillstånd vid uttagandet och återställandet för att ingen del av regalierna skulle komma att saknas. Enligt instruktionen skall regalierna också förvaras på en plats som regeringen godkänner. Sedan 1970 har denna plats varit i Skattkammaren på Stockholms slott.

### Fodral
Erik XIV:s krona har exempelvis ett fodral i läder med foder i sammet tillverkat 1826, medan Erik XIV:s spira har ett fodral från 1772, fodrat med ljusblå sammet. Det äldsta bevarade fodralet är det fodral som hyste Maria Eleonoras krona; det är från år 1606.

### Förvaringsplatser

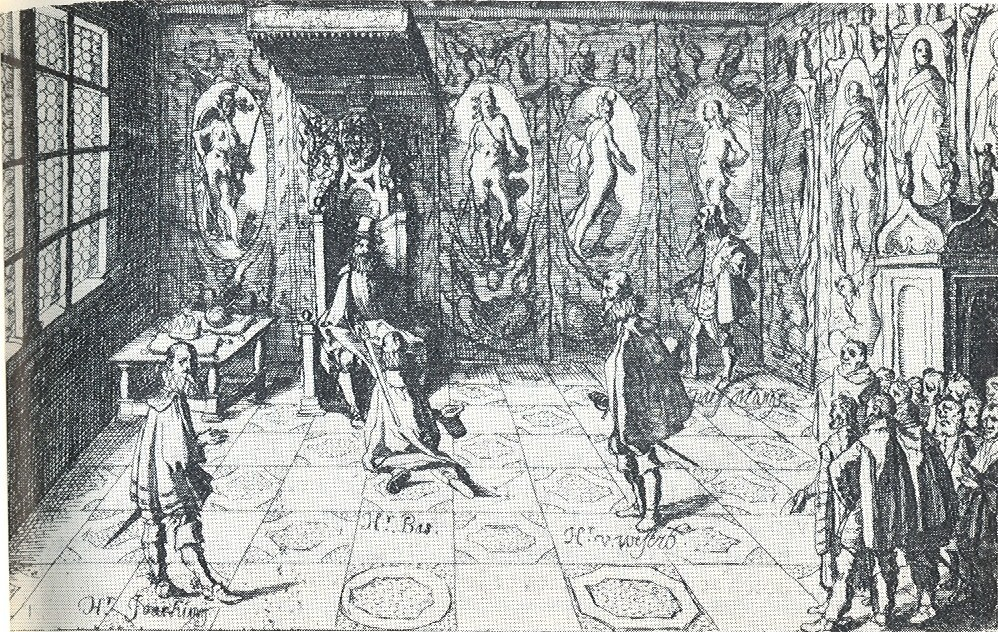
Gustav II Adolf tar på denna avbildning emot en ambassad från Republiken Förenade Nederländerna vid en audiens i det nordvästra tornet i Slottet Tre Kronor. Vid tronen ligger riksregalierna på ett bord.

Riksregalierna förvarades främst i skattkammarvalvet på Slottet Tre Kronor fram till slottsbranden 1697. Efter branden förvarades regalierna i det för kungafamiljen iordningställda Wrangelska palatset. Det nya Stockholms slott stod ännu under det närmaste halvseklet under uppbyggnad.
Efter 1723 förvarades regalierna istället i räntekammaren i Kammarkollegiets lokaler. Detta gällde mer definitivt från och med 1700-talets mitt, efter Hovpartiets och drottning Lovisa Ulrikas kuppförsök 1756 med hjälp av drottningskronans diamanter (se ovan under Lovisa Ulrikas krona). Kammarkollegiets lokaler låg på olika ställen i Stockholm, bland annat i Wrangelska palatset. Efter en brand 1802 förvarades regalierna under sex år på Riddarhuspalatset. 1907-1970 förvarades regalierna på en särskild förvaringsplats i Riksbanken på Helgeandsholmen.
1970 flyttades regalierna över tillbaka Stockholms slott, till speciellt iordningställda regalierum i den nya Skattkammaren i källarvåningen under Rikssalen i slottets södra länga. Säkerhetskraven tillgodosågs med bland annat moderna montrar. Montrarna och utställningen ordnades av slottsarkitekten Sven Ivar Lind och förste intendenten Stig Fogelmarck. Skattkammaren kan besökas mot betalning och Sveriges riksregalier är för första gången permanent tillgängliga för allmänheten.

### Tvister om förvaltning och dispositionsrätt
Redan under medeltiden började uppfattningen förekomma att regalierna, och framförallt kronan, skulle tillhöra riket eller staten, som symboler för kungamakten och kungariket. Under Erik XIV hade detta blivit den allmänna meningen bland rikets institutioner, särskilt sedan en ny krona då gjorts genom medel från statskassan. Denna ståndpunkt hävdades mot kungliga anspråk på dispositionsrätt, det vill säga rätt att förfoga regalierna för representation på slottet etc.
Ansvariga myndigheter hävdade denna rätt mot medlemmar av kungafamiljen vid följande tillfällen:
1. först gentemot kung Sigismund, av hertig Karl (sedermera kung Karl IX), som hävdade rikets äganderätt av regalierna mot kungen, som ville föra dem till Polen, där Sigismund också var kung,
2. av Axel Oxenstierna, då drottning Maria Eleonora ville sända kungens regalier för att omge kung Gustav II Adolfs stoft före och på hemfärden till Sverige,
3. vid drottning Kristinas abdikation, då drottningen ville hävda sina anspråk på sina regalier inför sin resa nere i Europa, samt
4. av Kammarkollegiet vid ett syrligt meningsutbyte med drottning Ulrika Eleonora och Fredrik I omkring år 1723, då kollegiet fastslår i sitt protokoll att ”De äro Riksens regalier och icke Kongl. May:tts egna”. Resultatet av detta meningsutbyte blev att järnkistan med kronjuvelerna år 1723 hämtades och inventerades ”uti Kongl. Maj:tts Pallais”.[3] Järnkistan fördes sedan till räntekammaren i Kammarkollegiets lokaler.[3]